# Candidature de Paris pour l'organisation des Jeux olympiques d'été de 2024
Pour un article plus général, voir Sélection des villes hôtes pour les Jeux olympiques de 2024 et 2028.

Logo de la candidature de Paris, dévoilé le 9 février 2016 à par projection sur l'Arc de Triomphe. Il s'agit d'un mélange stylisé entre la tour Eiffel et le nombre 24.

La ville de Paris, capitale de la France, présente officiellement sa candidature à l'organisation des Jeux olympiques et paralympiques d’été de 2024 le 23 juin 2015.
La ville de Paris a accueilli les Jeux olympiques de 1900 puis de 1924. Les candidatures pour l'organisation des Jeux de 1992, 2008 et 2012 n'ont pas abouti à la désignation de la ville.
Après le renoncement de plusieurs villes initialement candidates durant le processus de candidature, seules Paris et Los Angeles restaient en lice pour organiser les Jeux de 2024. Pour ne pas perdre une de ces candidatures jugées fortes et solides, le CIO décida d'attribuer en même temps les JO de 2024 et ceux de 2028 aux deux villes, assurant à chacune d'elles d'organiser une édition. Les deux villes entrèrent alors en négociation afin de parvenir à un accord pour décider de l'ordre d'attribution. Le 1er août 2017, un communiqué officiel de la ville de Los Angeles annonce que celle-ci accepte d'abandonner sa candidature pour les JO 2024 pour s'assurer l'organisation de ceux-ci quatre ans plus tard, en 2028. En conséquence, Paris obtient officiellement l'organisation des Jeux olympiques de 2024, cent ans après les avoir vus pour la dernière fois. Cet accord est validé officiellement lors de la 131e session du Comité international olympique qui a lieu à Lima au Pérou le 13 septembre 2017.

## Candidature

### Les échecs consécutifs
Après plusieurs tentatives infructueuses pour l'organisation des Jeux olympiques d'été (Paris 1992, 2008 et 2012), le projet de candidature Paris 2024 a pris le temps avant de se dessiner afin de permettre l'organisation de cet événement un siècle après les derniers Jeux olympiques d'été sur le sol français.
Mais depuis les années 1980, la France est très impliquée pour organiser les Jeux, les derniers en date sont ceux d'hiver à Albertville en 1992, ce qui ne masque pas l'échec de Paris face à Barcelone pour l'organisation des Jeux d'été.
Pour la procédure de sélection (en) des Jeux de 2004, c'est Lille qui est désignée pour représenter la France. La candidature, au statut d'outsider, ne passe pas le stade des villes requérantes,.
Nouvel échec en 2008 face à Pékin, mais Paris dut faire face à la règle officieuse de l'alternance des continents. L'échec le plus cuisant est celui de 2012, où Paris partait avec le statut de grande favorite, qui s'est joué à quelques voix face à Londres.
Ainsi, la France ne s'est plus présentée à une candidature olympique d'été pendant 10 ans. Pour les Jeux olympiques d'hiver de 2018, la France proposa néanmoins Annecy. La candidature bat de l'aile et le résultat aboutit à un véritable fiasco (7 voix sur 95 votes, Pyeongchang est élue en un seul tour),. Une candidature de Nice pour 2022 aurait été envisagée mais la France préféra se concentrer sur les Jeux de 2024.
La désignation de Tokyo pour les Jeux de 2020 était un grand signal fort, le principe officieux de l'alternance des continents aurait compromis la candidature en cas de victoire de Madrid ou Istanbul.

Logo de la candidature parisienne en 1992.
Logo de la candidature parisienne en 2008.
Logo de la candidature parisienne en 2012.

### Chronologie
La candidature est évoquée par François Hollande lors d'une interview présidentielle de mi-mandat le 6 novembre 2014, en concomitance avec l'annonce officielle d'une candidature française à l'organisation de l'Exposition universelle de 2025.

#### 2015
Le 12 février 2015, Bernard Lapasset, dirigeant du Comité français du sport international, remet les conclusions de l'étude d'opportunité conduite dans le but d'envisager une possible candidature française aux Jeux olympiques et paralympiques d'été de 2024.
Le 2 avril, le mouvement sportif est à l'origine de la création de l'association « Ambition olympique et paralympique » dont l'objectif est de porter le projet de candidature. Cette association est présidée par Tony Estanguet et Bernard Lapasset.
Le 23 juin, la France déclare officiellement sa candidature depuis le CNOSF autour de Tony Estanguet, Bernard Lapasset, Denis Masseglia, Patrick Kanner, Thierry Braillard, Anne Hidalgo, Emmanuelle Assmann, Jean-Paul Huchon, Guy Drut et une centaine d'athlètes français sont rassemblés. Le comité de candidature de Paris est habituellement appelé « Paris 2024 ».
Le 16 septembre le CIO confirme la candidature française.

#### 2016
Le 21 janvier et le 8 février 2016, le comité de candidature révèle le nom des premiers sponsors partenaires (FDJ, RATP, Elior, Caisse des dépôts et JCDecaux).
Le 9 février, le comité de candidature Paris 2024 dévoile son logo sur l’Arc de triomphe. À la différence des candidatures de 2008 et 2012 la tour Eiffel est utilisée comme emblème du rassemblement. Le dessin est réalisé à main levée et le logo voit le drapeau tricolore se teinter des couleurs officielles de l'olympisme.
Le 16 février, le comité de candidature annonce la signature de BNP Paribas et de La Poste comme partenaires officiels.
Le 17 février, depuis la Philharmonie, le comité de candidature présente sa vision des Jeux ainsi que le concept et les sites retenus. À cette occasion le Premier ministre Manuel Valls et les ministres Patrick Kanner et Thierry Braillard sont présents autour de Valérie Pécresse, Anne Hidalgo, Denis Masseglia et les deux présidents du comité de candidature Paris 2024, Bernard Lapasset et Tony Estanguet.
Le 17 février, le Comité de candidature Paris 2024 lance également une concertation citoyenne auprès de tous les Français pour contribuer au projet.

#### 2017

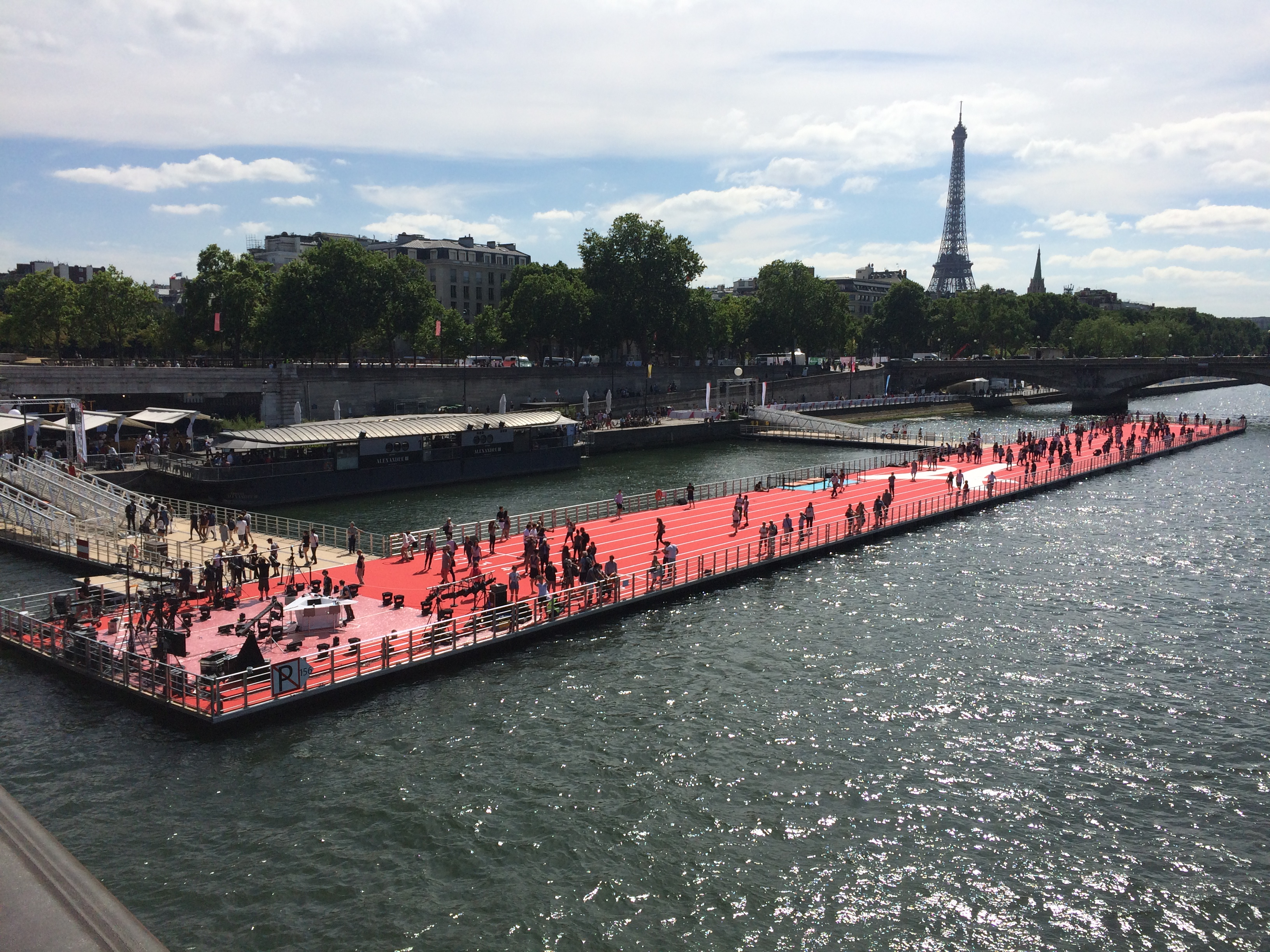
La piste d'athlétisme flottante installée à proximité du Pont Alexandre-III à Paris en juin 2017.

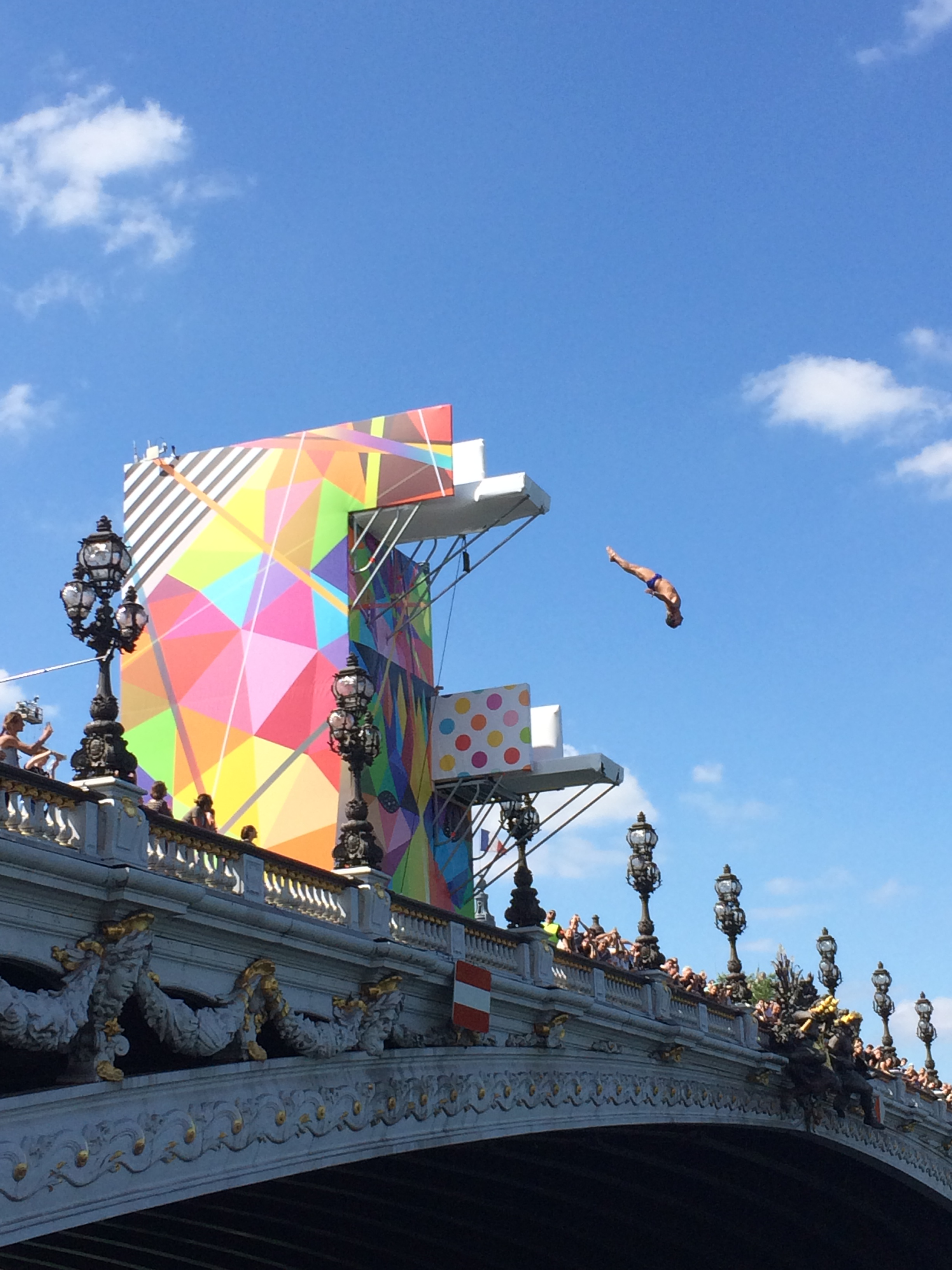
Plongeoir installé sur le Pont Alexandre-III à Paris en juin 2017.

Le 3 février est dévoilé le slogan de la candidature : « Made for sharing » en anglais et « Venez partager » en français. Il succède donc à « L'amour des Jeux » de la candidature malheureuse de 2005. Le choix d'utiliser principalement le slogan en anglais pour la communication provoque une polémique, et le comité de candidature doit justifier ce choix en expliquant sa volonté de « donner un caractère universel au projet », d'après les mots de Tony Estanguet. L'Académie française souligne que ce slogan a « déjà été utilisé lors de campagnes publicitaires », notamment pour des pizzas à découper de la chaîne américaine Burger King,. L'expression avait également été associée à des campagnes publicitaires pour les bonbons Quality Street et les biscuits Cadbury Snaps au Royaume-Uni.
Le 9 février, les représentants de plus de 50 grandes villes du monde entier signent une tribune de soutien à Paris, à l'initiative de Denis Coderre, le maire de Montréal. Parmi celles-ci, six anciennes hôtes des Jeux : Athènes, Barcelone, Mexico, Montréal, Munich et Sydney. Dans cette tribune, les signataires louent les « atouts » et la « volonté » de Paris, qui lui permettront de « donner un nouveau souffle aux valeurs olympiques » au cours de Jeux « partagés, utiles et joyeux ».
Le 17 février, trois associations de défense de la langue française annoncent leur intention de porter plainte contre le slogan de la candidature, le qualifiant d'« insulte grave à la langue française » et même de « violation de la Constitution ». Un avis partagé par Bernard Pivot, président de l'académie Goncourt, qui l'appelle « une faute, une ânerie, une erreur ». Concrètement, le choix du slogan est accusé de violer l'article 14 de la loi Toubon de 1994, ainsi que la Charte olympique qui place le français comme « première langue de l'olympisme ». Le secrétaire d'État aux Sports, Thierry Braillard, rejette ces critiques et précise que la candidature a un double slogan : un en anglais et un en français. Le but étant manifestement de séduire la majorité non-francophone au Comité international olympique et de ne pas revivre la déception de 2005 quand la candidature parisienne avait pu pâtir d'un caractère jugé trop « franco-français ».
Le 22 février, l'abandon de la candidature de Budapest laisse Paris et Los Angeles seules villes candidates.

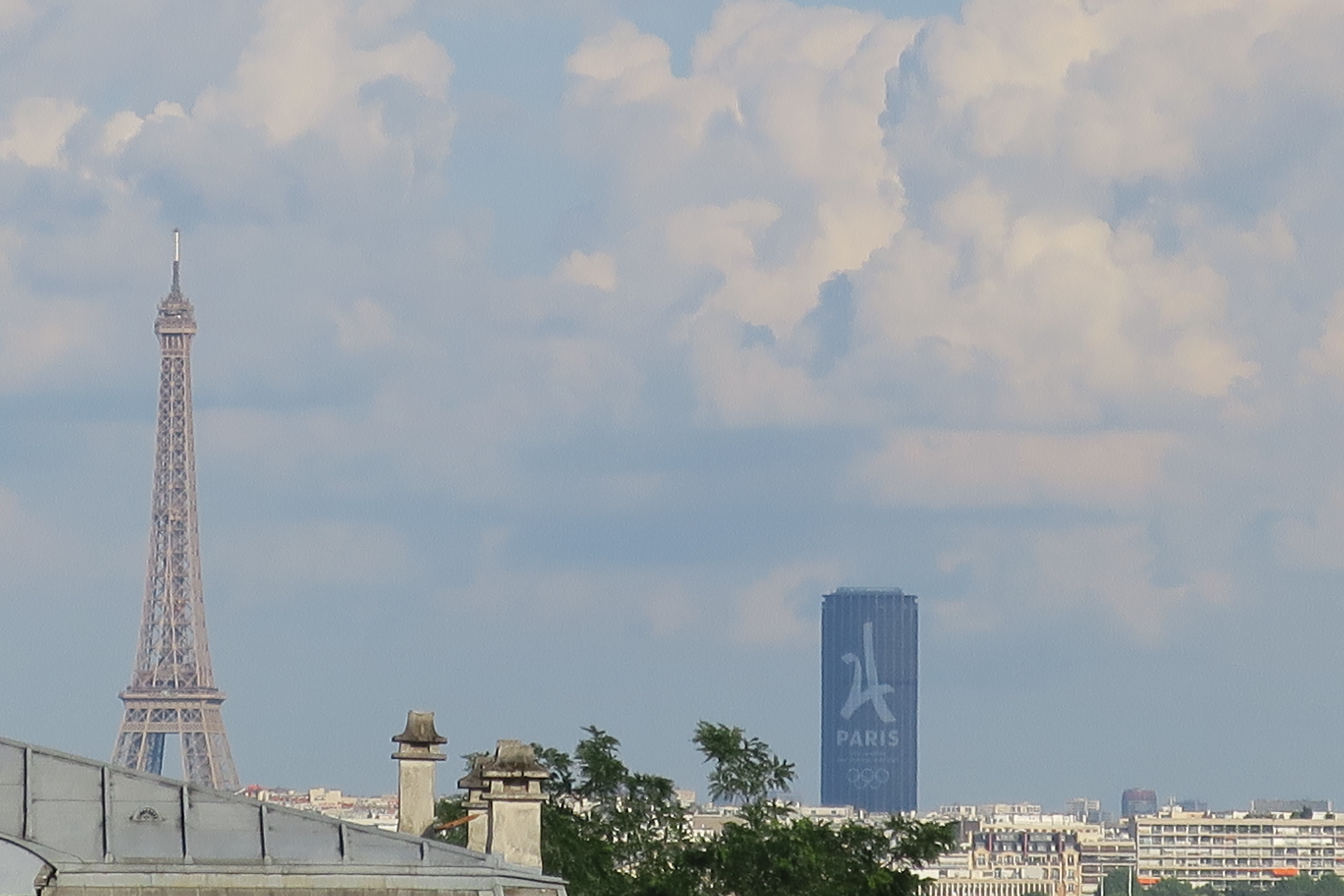
Logo de la candidature installé en sticker sur la Tour Montparnasse à paris en 2017.

Les onze membres de la commission d'évaluation du CIO présidée par Patrick Baumann visitent la capitale du 13 au 16 mai, quelques jours après Los Angeles, afin notamment de visiter les sites et de vérifier les installations. Ils sont reçus à l'Élysée par le président de la République nouvellement élu Emmanuel Macron qui réaffirme à cette occasion son soutien au projet. Le rapport de la commission est publié le 5 juillet.
Le 9 juin, le CIO recommande à l'unanimité une double attribution en même temps des Jeux de 2024 et de 2028 aux deux villes candidates, Paris et Los Angeles, afin de combler le manque de villes candidates que connaît le CIO et pour ne pas abandonner une de ces deux candidatures considérées comme fortes. Paris précise qu'elle reste concentrée sur 2024 tandis que Los Angeles ne se montre pas fermée à l'accueil des Jeux de 2028. Les membres du CIO doivent alors valider cette proposition à Lausanne les 11 et 12 juillet lors de l'avant dernier grand oral des deux villes.
Les 23 et 24 juin, Paris organise les « Journées olympiques » afin de promouvoir la candidature de la ville. Une trentaine d'activités sportives sont organisées et proposées au public, principalement autour de la Seine et du pont Alexandre-III, avec notamment la mise en place d'une piste d'athlétisme géante sur le fleuve, en présence de nombreux sportifs et athlètes.
Le 11 juillet, le CIO valide officiellement la double attribution des Jeux de 2024 et 2028 en cas d'accord entre les deux finalistes, le vote restant maintenu en septembre à défaut. La délégation parisienne, qui s'est rendue en force à Lausanne avec la maire Anne Hidalgo, la présidente de la région Île-de-France Valérie Pécresse et le président de la République, Emmanuel Macron, réitère sa volonté d'obtenir les Jeux dès 2024. L'échéance de 2028 est jugée trop lointaine car elle obligerait à revoir la localisation du village olympique dont la disponibilité du terrain n'a été garantie par son propriétaire que pour 2024.
Le 31 juillet, Los Angeles annonce officiellement qu'elle renonce à sa candidature pour les Jeux de 2024 afin de se concentrer sur 2028, laissant ainsi Paris seule ville candidate à l'organisation des JO de 2024.
Le 13 septembre, Paris est officiellement désignée ville hôte des JO de 2024, tandis que Los Angeles se voit attribuer l'édition de 2028. Les deux villes sont élues à mains levées et à l'unanimité par les membres du CIO réunis à Lima au Pérou pour la 131e session du Comité international olympique. Après trois échecs, Paris obtient donc l'organisation de cet événement 100 ans après la dernière édition dans la capitale française. Elle sera par ailleurs la deuxième ville après Londres et avant Los Angeles à organiser à trois reprises les Jeux d'été.
Le comité d'organisation Paris 2024 devrait être dissout à la fin du mois de septembre, pour laisser sa place début 2018 au Comité d'organisation des Jeux olympiques et paralympiques d'été de 2024 (COJO) présidé par Tony Estanguet.

#### Révélations Médiapart
Selon Médiapart, relayé par les quotidiens et hebdomadaires,, le voyage à Lima de la délégation française avec aurait couté 1,5 million d'euros. Cette somme, confirmée par le comité Paris 2024,, comprend le voyage en avion spécial, l'hébergement dans un hôtel cinq étoiles, un repas dans l'un des meilleurs restaurants du pays, les visites préparatoires, les honoraires d'une agence qui a géré la logistique et l'opération ainsi que la présentation officielle de la candidature au CIO.
Toujours selon Mediapart, le comité a en outre versé des primes de licenciement à des cadres en mission temporaire, dont plusieurs seront réembauchés par le comité d’organisation des Jeux.

## Le projet parisien
Après la révélation de son logo le 9 février, le comité de candidature Paris 2024 a détaillé les éléments constitutifs de son projet et de la vision qu’il avait pour les Jeux.
La candidature de Paris 2024 peut s’appuyer sur 95 % de sites existants (70 %) ou temporaires (25 %) soit seulement 2 sites à construire sur un total de 36 enceintes sportives. Le programme olympique très compact permettra de localiser 80 % des sites olympiques à moins de 30 minutes du village olympique situé à l’île Saint-Denis.
Si huit enceintes sont à réhabiliter d’ici 2024, seuls deux sites pérennes sont à construire d’ici là, dont le bassin olympique à proximité du Stade de France, qui devrait accueillir 15 000 spectateurs. À cela on peut ajouter la Bercy Arena (8 000 places) dont la construction est prévue pour 2021 et qui n'est pas directement liée au projet Paris 2024. Par ailleurs la candidature parisienne envisage d'utiliser la Seine comme terrain sportif (triathlon et natation) mais aussi comme fil conducteur pour les spectateurs et fans, depuis le cœur de Paris jusqu'à la Seine-Saint-Denis et le village olympique. L'investissement nécessaire est estimé à 6,6 milliards d'euros, financé à auteur de 3 milliards par le Comité d'organisation des JO (COJO) et 3,3 milliards prévus pour Paris. Dans le cas de Paris, le budget hors-COJO, estimé à 3,3 mds d'euros, comprend la réalisation pérenne de la piscine olympique, du Village des athlètes et des médias, qui seront reconvertis en logements et serviront donc la population locale. Il couvre également l'aménagement des transports publics pour les personnes handicapées (une exigence du Comité international olympique). Quasiment la moitié, soit 1,5 md d'euros, sont prévus pour le seul Village olympique mais seront financés (via un PPP) par les promoteurs qui commercialiseront ensuite les appartements", note Etienne Thobois, directeur général de la candidature et du futur COJO.

### Gouvernance
Le conseil d'administration du GIP Paris 2024 intègre les membres fondateurs que sont l'État, la région Île-de-France, la ville de Paris et le CNOSF mais également plusieurs athlètes parmi lesquels Edgar Grospiron, Jean-Christophe Rolland, Teddy Riner, Marie-Amélie Le Fur, Marie-José Pérec ou Cyril Moré.
Par ailleurs, le comité de candidature a créé un comité des athlètes. Les 24 membres de ce comité ont tous participé aux Jeux olympiques ou paralympiques.

### Sites prévus
Les sites olympiques sont dévoilés le 17 février 2016,,,,. Ils prennent en compte les 28 disciplines de base des Jeux olympiques et paralympiques. Pour les Jeux olympiques, il est possible qu'il y ait des sports additionnels ; en 2020, ils seront au nombre de cinq, pouvant être renouvelés.
| Site                                           | Commune                                    | Statut                                            | Sport olympique                        | Sport paralympique                   |
| ---------------------------------------------- | ------------------------------------------ | ------------------------------------------------- | -------------------------------------- | ------------------------------------ |
| Stade de France                                | Saint-Denis                                | Existant                                          | Cérémonies d'ouverture et de clôture   | Cérémonies d'ouverture et de clôture |
| Stade de France                                | Saint-Denis                                | Existant                                          | Athlétisme                             | Athlétisme                           |
| Village olympique de Saint-Denis               | Saint-Denis, Saint-Ouen, L'Île-Saint-Denis | À construire                                      | Village olympique                      | Village olympique                    |
| Piscine olympique de Saint-Denis               | Saint-Denis                                | À construire                                      | Natation                               | Natation                             |
| Piscine olympique de Saint-Denis               | Saint-Denis                                | À construire                                      | Plongeon                               | Natation                             |
| Piscine olympique de Saint-Denis               | Saint-Denis                                | À construire                                      | Natation synchronisée                  | Natation                             |
| Centre de water-polo                           | Saint-Denis                                | Reconstruction                                    | Water-polo                             |                                      |
| Stand de tir du Bourget                        | Le Bourget                                 | Temporaire                                        | Tir                                    | Tir                                  |
| Parc des expositions du Bourget                | Le Bourget                                 | Temporaires et existant                           | Badminton (pavillon I)                 | Badminton (pavillon I)               |
| Parc des expositions du Bourget                | Le Bourget                                 | Temporaires et existant                           | Volley-ball indoor (pavillon II)       | Volley-ball assis (pavillon II)      |
| Parc des expositions du Bourget                | Le Bourget                                 | Temporaires et existant                           | Boccia (pavillon II)                   |                                      |
| Parc des expositions du Bourget                | Le Bourget                                 | Temporaires et existant                           | Escrime en fauteuil (pavillon I)       |                                      |
| Parc des expositions du Bourget                | Le Bourget                                 | Temporaires et existant                           | Centre des médias                      |                                      |
| Champ-de-Mars                                  | Paris                                      | Existant (tribunes provisoires)                   | Beach-volley                           | Football à 5                         |
| Tour Eiffel                                    | Paris                                      | Existant                                          | Triathlon                              | Triathlon                            |
| Tour Eiffel                                    | Paris                                      | Existant                                          | Natation (épreuves en eaux libres)     | Triathlon                            |
| Champs-Élysées                                 | Paris                                      | Existant                                          | Cyclisme sur route                     | Cyclisme sur route                   |
| Grand palais                                   | Paris                                      | Existant (rénovation prévue)                      | Escrime                                |                                      |
| Grand palais                                   | Paris                                      | Existant (rénovation prévue)                      | Taekwondo                              |                                      |
| Esplanade des Invalides                        | Paris                                      | Existant                                          | Tir à l'arc                            | Tir à l'arc                          |
| Parc des expositions de la porte de Versailles | Paris                                      | Rénovation en cours                               | Handball (Hall I)                      |                                      |
| Parc des expositions de la porte de Versailles | Paris                                      | Rénovation en cours                               | Tennis de table (Hall IV)              |                                      |
| Parc des Princes                               | Paris                                      | Existant (éventuel agrandissement de la capacité) | Football                               |                                      |
| Stade Jean-Bouin                               | Paris                                      | Existant                                          | Rugby à sept                           |                                      |
| Stade Roland-Garros                            | Paris                                      | Existant (rénovation en cours)                    | Tennis                                 | Tennis fauteuil                      |
| Stade Roland-Garros                            | Paris                                      | Existant (rénovation en cours)                    | Boxe                                   | Rugby en fauteuil                    |
| Stade Roland-Garros                            | Paris                                      | Existant (rénovation en cours)                    | Basket en fauteuil                     |                                      |
| AccorHotels Arena                              | Paris                                      | Existant (Arena Alice Milliat à construire,)      | Judo (arena I)                         | Basket en fauteuil (arena I)         |
| AccorHotels Arena                              | Paris                                      | Existant (Arena Alice Milliat à construire,)      | Basket-ball (arena I et II)            | Goalball (arena II)                  |
| AccorHotels Arena                              | Paris                                      | Existant (Arena Alice Milliat à construire,)      | Lutte (arena II)                       | Goalball (arena II)                  |
| Paris La Défense Arena                         | Nanterre                                   | Construction achevée à l'automne 2017             | Gymnastique                            |                                      |
| Stade olympique Yves-du-Manoir                 | Colombes                                   | Existant                                          | Hockey sur gazon                       |                                      |
| Zénith de Paris                                | Paris                                      | Existant                                          | Haltérophilie                          | Judo                                 |
| Zénith de Paris                                | Paris                                      | Existant                                          | Haltérophilie                          | Taekwondo                            |
| Base nautique de Vaires-sur-Marne              | Vaires-sur-Marne                           | Existant                                          | Aviron                                 | Aviron                               |
| Base nautique de Vaires-sur-Marne              | Vaires-sur-Marne                           | Existant                                          | Canoë-kayak                            | Canoë-kayak                          |
| Château de Versailles                          | Versailles                                 | Existant (tribunes provisoires)                   | Équitation                             | Équitation                           |
| Château de Versailles                          | Versailles                                 | Existant (tribunes provisoires)                   | Pentathlon moderne                     | Équitation                           |
| Grande halle de la Villette                    | Paris                                      | Existant                                          | non                                    | Haltérophilie                        |
| Stade Pierre-de-Coubertin                      | Paris                                      | Existant                                          | Basket-ball                            | Tennis de table                      |
| Vélodrome national                             | Saint-Quentin-en-Yvelines                  | Existant                                          | Cyclisme sur piste                     | Cyclisme sur piste                   |
| Vélodrome national                             | Saint-Quentin-en-Yvelines                  | Existant                                          | BMX                                    | Cyclisme sur piste                   |
| Vélodrome national                             | Saint-Quentin-en-Yvelines                  | Existant                                          | Pentathlon moderne (épreuve d'escrime) | Cyclisme sur piste                   |
| Colline d'Élancourt                            | Élancourt et Trappes                       | Existant                                          | VTT                                    |                                      |
| Golf national                                  | Saint-Quentin-en-Yvelines                  | Existant                                          | Golf                                   |                                      |
| Marina olympique du Roucas-Blanc               | Marseille                                  | Existant (tribunes provisoires)                   | Voile                                  |                                      |
| Stade Matmut-Atlantique                        | Bordeaux                                   | Existant                                          | Football                               |                                      |
| Stade Pierre-Mauroy                            | Villeneuve-d'Ascq                          | Existant                                          | Football                               |                                      |
| Parc Olympique lyonnais                        | Décines-Charpieu                           | Existant                                          | Football                               |                                      |
| Stade Vélodrome                                | Marseille                                  | Existant                                          | Football                               |                                      |
| Stade de la Beaujoire                          | Nantes                                     | Existant                                          | Football                               |                                      |
| Allianz Riviera                                | Nice                                       | Existant                                          | Football                               |                                      |
| Stade Geoffroy-Guichard                        | Saint-Étienne                              | Existant                                          | Football                               |                                      |
| Stadium                                        | Toulouse                                   | Existant                                          | Football                               |                                      |

#### Historique

##### Sélection du site hôte pour les épreuves nautiques
Six sites étaient candidats pour accueillir les épreuves de voile : La Rochelle, Marseille, le Morbihan, Brest, Le Havre et Hyères. Durant le mois de juillet 2015, le comité Ambition olympique et paralympique, responsable du dossier parisien, a visité les six sites en compétition.
D'après le journal sportif L'Équipe, les favoris sont La Rochelle, Marseille et le Morbihan. Pendant l'été, plusieurs médias recensent les points forts et les points faibles des sites en se basant sur cinq critères : les nuisances potentielles, la présence d'infrastructures, la qualité du plan d'eau, la météo et la capacité d'accueil (des athlètes et spectateurs). Alors que La Rochelle, Le Havre et Brest pâtissent de la qualité de leur plan d'eau, Hyères et Marseille inquiètent pour l'intermittence de leur vent.
Les candidatures de La Rochelle et de Marseille provoquent à la fin de l'été 2015 un débat alors que plusieurs responsables politiques des deux villes sont accusés de conflit d'intérêts dans la presse. Le 5 septembre 2015, Edgar Grospiron, membre du comité Ambition olympique et paralympique qui doit choisir la ville hôte des épreuves nautiques, répond à une pétition à ce sujet, « JO Paris 2024 : contre les magouilles ! », selon laquelle une stratégie politique serait mise en place pour faire gagner La Rochelle ou Marseille. Alors qu'elle réunit plusieurs centaines de signatures (669 au 7 septembre 2015), l'ancien champion de ski réagit et déclare son mécontentement, précisant que la procédure de vote pourrait faire taire toute critique.
Le 7 septembre, il est annoncé que la ville choisie dans le cadre des épreuves nautiques est Marseille. Les membres de l'association « Ambition olympique et paralympique » se disent satisfaits de leur choix. Reste à choisir le lieu d'implantation du village marseillais. La Corniche serait aménagée afin d'accueillir des tribunes dont l'accès aux gradins serait payant. Les épreuves se dérouleront dans la rade de Marseille.

##### Sélection du site d'accueil du village olympique
Pour l'organisation des Jeux olympiques d'été 2024, trois sites étaient en compétition pour l'accueil des athlètes, tous en Seine-Saint-Denis : Bourget-Dugny, Pleyel à Saint-Denis-L'Ile-Saint-Denis-Saint-Ouen et Pantin-Est Ensemble. C'est le site de Pleyel qui est finalement retenu.
Le village olympique serait établi à cheval sur les communes de Saint-Denis, Saint-Ouen et L'Île-Saint-Denis sur 50 hectares, majoritairement sur des friches industrielles située sur l'île Saint-Denis, dont 5,7 ha d’un plan d’eau. Situé à moins de 2 kilomètres du Stade de France, il hébergerait plus de 17 000 athlètes au cours des Jeux olympiques et paralympiques.

##### Village des médias
Le village des médias devrait se tenir au Bourget sur près de 80 000 m2 en intérieur et 250 000 m2 en extérieur.

#### Évolution
Par rapport aux différentes phases de candidatures, la disposition de certains sites est modifiée pour optimiser au maximum, après avoir suivi les recommandations des fédérations sportives internationales.
Ainsi, quelques sites furent modifiés en passant de la Phase I à la Phase II,, :
- Sports olympiques 
  - Basket-ball (tournoi préliminaire féminin) – Arena Alice-Milliat
  - Boxe – Zénith
  - Haltérophilie – Arena 92
- Sports paralympiques
  - Boccia – Champ de Mars
  - Escrime en fauteuil – Grand Palais
  - Football à cinq – Roland-Garros

## Soutiens

### Politiques
- Nicolas Sarkozy[68], François Hollande puis Emmanuel Macron, Président de la République
- Manuel Valls, Bernard Cazeneuve, puis Édouard Philippe, Premier ministre
- Anne Hidalgo, Maire de Paris
- Jean-Paul Huchon, puis Valérie Pécresse [69], président de la région Île-de-France
- Patrick Kanner, ancien Ministre des Sports et Thierry Braillard ancien Secrétaire d'État chargé des Sports, puis Laura Flessel, Ministre des Sports
- Patrick Braouezec, président de l'établissement public territorial Plaine Commune
- Stéphane Troussel, président du Conseil départemental de la Seine-Saint-Denis[70]
- Pierre-Yves Bournazel [71], délégué spécial auprès de Valérie Pécresse
- Mathieu Hanotin, conseiller délégué aux grands événements du département de la Seine-Saint-Denis[70]

### Sportifs
L'immense majorité des sportifs et des athlètes olympiques et paralympiques soutiennent le projet. On peut citer entre autres :
- Tony Estanguet (co-président de Paris 2024)
- Rai
- Teddy Riner
- Martin Fourcade
- Stéphane Diagana
- Étienne Thobois (directeur général du comité de candidature)
- Thierry Rey
- Marie-José Pérec
- Jean-Christophe Rolland
- Marie-Amélie Le Fur
- Cyril Moré
- Jean-Philippe Gatien
- Laurent Blanc
- Zinédine Zidane
- Karim Benzema
- Tony Yoka
- Estelle Mossely
- Didier Deschamps et l'ensemble de l'équipe de France de football[72]
- Renaud Lavillenie
- Yannick Borel

### Autres
- Patrick Bruel
- Claudia Tagbo
- Manu Katché
- Le 18 juin 2017, la vidéaste Natoo (de son vrai nom Nathalie Odzierejko) met en ligne sur sa chaîne Youtube une vidéo de soutien à la candidature parisienne. Elle y incarne la chanteuse Cathy Paris (parodie de l'artiste américaine Katy Perry) en compagnie des vidéastes Marc Jarousseau et Norman Thavaud et du champion olympique de boxe Tony Yoka.

### Internationaux
Le 9 février 2017, dans une tribune publiée à l'initiative du maire de Montréal, Denis Coderre, 55 villes du monde entier (dans 46 pays différents) déclarent apporter leur soutien à la candidature parisienne, :
- Le Cap
- Cologne
- Munich (hôte en 1972)
- Erevan
- Sydney (hôte en 2000)
- Bruxelles
- Liège
- Namur
- Cotonou
- Ouagadougou
- Phnom Penh
- Douala
- Yaoundé
- Montréal (hôte en 1976)
- Praia
- Bangui
- Nicosie
- Medellín
- Brazzaville
- Pointe-Noire
- Abidjan
- Copenhague
- Alexandrie
- Quito
- Barcelone (hôte en 1992)
- Madrid
- Libreville
- Tbilissi
- Athènes (hôte en 1896 et en 2004)
- Dublin
- Kyoto
- Amman
- Riga
- Beyrouth
- Luxembourg
- Skopje
- Antananarivo
- Bamako
- Casablanca
- Marrakech
- Rabat
- Nouakchott
- Mexico (hôte en 1968)
- Niamey
- Rotterdam
- Lima
- Varsovie
- Lisbonne
- Porto
- Bucarest
- Kazan
- Dakar
- Prague
- Tunis
- Montevideo

## Opposants
Un collectif citoyen, hostile à l'organisation des Jeux à Paris en 2024, demande le retrait de cette candidature, comme à Rome, Boston, Toronto, Hambourg et Budapest. Une pétition en ligne (17 413 signatures à la date du 30 mars 2017) exige l'organisation d'un referendum, comme à Hambourg.

## Sondages d'opinion
En février 2016, selon un sondage TNS Sofres commandé par le comité de candidature, 65 % des Français soutiennent la candidature de Paris à l'organisation des JO de 2024.
Selon un sondage plus récent réalisé par l'institut Odoxa pour RTL entre le 21 et le 22 juin 2017 auprès d'un échantillon de 1 008 personnes représentatif de la population française âgée de 18 ans et plus, 73 % des Français soutiennent la candidature de Paris et ils sont tout autant à croire en sa victoire.

## Consultation

### Consultation citoyenne
L’assemblée consultative de citoyens libres et bénévoles de Plaine Commune (regroupant 9 villes de Seine-Saint-Denis à la frontière nord de Paris : Aubervilliers, Epinay-sur-Seine, L'Ile-Saint-Denis, La Courneuve, Pierrefitte-sur-Seine, Saint-Denis, Saint-Ouen, Stains et Villetaneuse) a donné son avis sur la candidature de Paris aux jeux olympiques et paralympiques de 2024 (JOP 2024). Le Conseil de développement de Plaine Commune est saisi sur les conditions d’acceptabilité des JOP 2024 par la population par l’intercommunalité le 6 juin 2015 lors de son 3e renouvellement et par écrit 29 juillet 2015 (courrier du président de Plaine Commune, Patrick Braouezec, annexé à la contribution aux JOP 2024). Les bénévoles se sont réunis à cinq reprises dès septembre 2015 pour élaborer une contribution aux JOP 2024. Celle-ci est amendée et discutée en Assemblée plénière le 17 décembre 2015. Finalisée en janvier 2016, pour intégrer une contribution individuelle de membres du Conseil de développement explicitant le projet sportif, éducatif, environnemental et urbain proposé aux parcs Georges Valbon et Marville et souhaitant une réelle réparation des fractures urbaines des autoroutes A1 et A86 afin de relier  le nord et le sud du territoire, la contribution est présentée aux élus en bureau territorial de Plaine Commune le 3 février 2016.
C’est la troisième contribution citoyenne aux Jeux et aux équipements Olympiques puisque le territoire de Plaine Commune était candidat à l’accueil d’équipements pour les Jeux de 2012. L’engouement de la population n’est plus le même quen 2005. Le Conseil de développement propose que des actions fortes soient entreprises pour impliquer et associer la population, la jeunesse, et singulièrement le milieu sportif. Par ailleurs, ce projet est une opportunité à saisir pour améliorer le territoire de Plaine Commune, et notamment :
- augmenter, améliorer le parc d’équipements sportifs et la politique sportive sur le territoire
- mettre en chantier de grands travaux d’infrastructures (enfouissement des lignes à hautes tensions, passerelle-bus enjambant la Seine, l’enfouissement de l’A1, prolongement du Tramway T8 sud, création de transport à haut niveau de service jusqu’à la tangentielle T11 Express)
- Créer une voie « verte et bleue » olympique en couverture de l’A1
- relier les installations olympiques en transports en commun lourds ou de haut niveau de service
- utiliser les voies navigables (Seine et Canal)
- construire des logements destinés aux athlètes puis aux habitants en respectant le Plan Local de l’Habitat (PLH)

Les jeux doivent être l’occasion de réaliser des grands travaux demandés par la population. Parmi les travaux coûteux souhaités et éternellement reportés, l’enfouissement de l’autoroute A1, de la Porte de Paris à Saint-Denis jusqu’au Parc Georges Valbon de La Courneuve, doit être prévu. C’est l’une des conditions d’acceptabilité des JOP 2024 par la population. Un tel projet valoriserait l’image du Parc des Sports Marville et contribuerait à protéger la santé des riverains. C’est l’opportunité de réaliser une coulée « verte et bleue » Olympique entre l’Ile Saint-Denis et le Bourget et de valoriser le parc Georges Valbon en lien avec le Parc interdépartemental des Sport de Marville dans le cadre d’un véritable projet social, urbain, éducatif et sportif, privilégiant le sport de « nature ».
Une liaison inter-sites en transports en commun lourds ou de haut niveau de service entre les sites de l’Ile Saint-Denis, Saint-Ouen et le quartier Pleyel (village olympique), la Plaine à Saint-Denis et Aubervilliers (le Stade de France et le centre aquatique), Saint-Denis et La Courneuve (le complexe sportif de Marville et le parc Georges Valbon) est nécessaire. De même, les prolongements du tramway T8 Sud de la Porte de Paris à Saint-Denis vers Paris 18e et des transports en commun jusqu’à la Tangentielle Nord sont demandés. Enfin, les déplacements doux (piétons et vélos) doivent être largement développés entre les sites et depuis les transports en commun vers les installations. C’est ainsi l’opportunité que les Jeux soient une plus-value pour la population des 9 villes du territoire de Plaine Commune.
La contribution est transmise à la maire de Paris, Anne Hidalgo, à la présidente de la Région Ile-de-France, Valérie Pécresse ainsi qu’au Comité de candidature Paris 2024 avant la finalisant du premier dossier de candidature.
Le Conseil de développement de Plaine commune est le 3ème plus gros contributeur de la plateforme de concertation Paris 2024. Les 80 propositions de la contribution sont partagées sur la plateforme de concertation.Certaines sont reprises par le comité de candidature comme se saisir de l’opportunité des jeux pour développer le territoire de Plaine commune au cœur des installations olympiques de l’île Saint-Denis à La Courneuve, ou avoir une gestion et un recyclage des déchets de l'évènement olympique exemplaires.
À la suite de cette contribution, un regard citoyen sur les Jeux olympiques de Rio en 2016 a été réalisé dans la perspective des Jeux à Paris et à Plaine Commune en 2024.

### Consultation internet
Le comité de candidature Paris 2024 a ouvert le projet de candidature au plus grand nombre pour permettre à tous ceux qui le souhaitent dans le pays de donner leur avis, de partager leurs attentes et leurs aspirations, de proposer des idées et susciter le débat. Une démarche de concertation nationale publique, transparente et ouverte est engagée en 2015 et concrétisée en février 2016 avec l'appui d'un spécialiste en ingénierie de la concertation publique pour mettre à disposition des outils simples et accessibles. Elle s’est déployée en France jusqu’en novembre 2016.
La plateforme numérique a permis à de nombreuses personnes de s’exprimer, librement, de manière transparente car sans modération. Au-delà des collectivités publiques et du mouvement sportif, un grand nombre d’acteurs de la société civile se sont impliqués sur le projet en formulant propositions et recommandations. Si, par exemple, l’Association Nationales des Étudiants en STAPS a formulé de nombreuses propositions sur la plateforme numérique, France Nature Environnement Ile-de-France et son réseau d’associations locales échangent encore aujourd’hui régulièrement avec Paris 2024 et suit l’évolution du projet. Le conseil de développement de Plaine Commune a transmis de son côté début 2016 un rapport comportant plusieurs dizaines de recommandations portant sa vision de l’organisation des Jeux sur le territoire de Plaine Commune en Seine-Saint-Denis. Enfin les partenaires privés de Paris 2024 se sont également engagés en organisant des réunions de concertation avec leurs salariés.
Paris 2024 s'est engagé à répondre aux 100 propositions les plus votées.Trois principes forts semblent émerger des débats qui se sont tenus. Les Français souhaitent un moment de fête spectaculaire et partagé, des Jeux pour tous, accessibles au plus grand nombre partout en France; qu’ils soient vecteurs de lien social et permettent d’accueillir et rencontrer les spectateurs venus du monde entier. Ils appellent de leurs vœux un projet olympique responsable, porteurs d’investissement raisonnés et utiles dans la durée; exemplaires en matière sociale et environnementale et porteur d’innovations. Enfin, ils attendent un projet qui laisse une trace positive durable dans le pays, un projet qui accompagne toute une génération, à travers le développement de la pratique sportive, de projets éducatifs ou de santé par le sport.
Le rapport final portant sur le déroulement et le contenu de la concertation initiée par Paris 2024 a été remi en juillet 2017. Trois enjeux primordiaux émergent de ces 8 mois de concertation publique. Les citoyens veulent des Jeux pour tous, des Jeux partagés que le plus grand nombre pourrait vivre avant et pendant la compétition. Ils veulent participer à leur organisation jusqu’en 2024. Ils veulent des Jeux exemplaires, à la fois sobres économiquement, éthiques et durables du point de vue environnemental. Ils veulent un projet qui engendre une dynamique, qui laisse un héritage positif dans tout le pays pour le sport, l’éducation, le développement économique.